# Вороньківський заказник
Вороньківський — колишній об'єкт природно-заповідного фонду Рівненської області, ботанічний заказник місцевого значення.
Розташований в Володимирецькому держлісгоспі, Вороньківське лісництво, квартали 17,22-26, 28-34, 36-42, 46, 51, 52.
Площа — 2 020,3 га.
Об'єкт скасовано рішенням Рівненської обласної ради № 322 від 5 березня 2004 року «Про розширення та впорядкування мережі природно-заповідного фонду області».. Зазначена причина скасування — втрата природоохоронної цінності внаслідок порушення гідрологічного режиму та зміни вікової структури насаджень.